# Turridrupa
Turridrupa is een geslacht van weekdieren uit de klasse van de Gastropoda (slakken).

## Soorten
- Turridrupa acutigemmata (E. A. Smith, 1877)
- Turridrupa albofasciata (E. A. Smith, 1877)
- Turridrupa albogemmata Stahlschmidt & Fraussen, 2011
- Turridrupa armillata (Reeve, 1845)
- Turridrupa astricta (Reeve, 1843)
- Turridrupa bijubata (Reeve, 1843)
- Turridrupa cerithina (Anton, 1838)
- Turridrupa cincta (Lamarck, 1822)
- Turridrupa deceptrix Hedley, 1922
- Turridrupa diffusa Powell, 1967
- Turridrupa erythraea (Weinkauff, 1875)
- Turridrupa gatchensis (Hervier, 1896)
- Turridrupa jubata (Reeve, 1843)
- Turridrupa nagasakiensis (E. A. Smith, 1879)
- Turridrupa pertinax Hedley, 1922
- Turridrupa poppei Stahlschmidt & Fraussen, 2011
- Turridrupa prestoni Powell, 1967
- Turridrupa weaveri Powell, 1967